# Desempleo

Mapa mostrando la tasa de desempleo por país, abajo se muestra el porcentaje de la población no tiene o no encuentra empleo; información recopilada por Our World in Data en 2021.

El desempleo, también referido como desocupación, paro o carencia de trabajo, es, por un lado, la situación de una persona que carece de empleo y, por otro lado, la parte de la población en edad, condiciones y disposición de trabajar (población activa) que se encuentra en esa situación. Para referirse a la cantidad de desempleados de la población se utiliza la tasa de desempleo por país u otro territorio. La situación contraria al desempleo es el pleno empleo.
Además de la población activa, en la que se incluye tanto a los que están trabajando como al conjunto de los parados o desempleados de un país, las sociedades cuentan con una población inactiva compuesta por aquellos miembros de la población que no están en disposición de trabajar, sea por estudios, edad, enfermedad o cualquier otra causa legalmente establecida.
Para que la persona que carece de ocupación cuente como desempleada, las normas estadísticas exigen que busque activamente un empleo.
Las causas de esta situación son múltiples, produciendo como consecuencia distintos tipos de desempleo (cíclico, estructural, friccional y monetario). Además, existe el desempleo tecnológico, que se origina cuando hay cambios en los procesos productivos que hacen que las habilidades de los trabajadores dejen de ser útiles.
Si bien el desempleo suele ser considerado un flagelo, en ocasiones se lo utiliza como una herramienta de política pública, orientada a dinamizar la economía por medio de la competencia entre los trabajadores desempleados.
"Para paliar la situación de desempleo, la mayoría de las personas optan por dedicarse a trabajos informales o al emprendimiento de negocios propios. Además, si te despiden, te puedes quedar sin dinero, pero si eres un jubilado, sigues recibiendo dinero."

## Historia
Aunque en la Edad Media «el problema del desempleo como se entiende hoy aún no existía», había desocupados. No obstante, en aquel tiempo, a la persona que no trabajaba se la tenía por holgazana o vagabunda. En su libro Idle Hands (Manos ociosas), el profesor John Burnett explica que hasta el siglo XIX muchos analistas ingleses «identificaban a los desempleados principalmente con los ‘inadaptados’ y trotamundos que dormían a la intemperie y deambulaban de noche por las calles».
El «descubrimiento del desempleo» tuvo lugar a finales del siglo XIX o principios del XX. Se formaron comisiones gubernamentales especiales para estudiarlo y resolverlo, como la Comisión Selecta de la Cámara de los Comunes británica para tratar la «Consternación por la falta de empleo», de 1895. El desempleo se había convertido en una epidemia.
La conciencia de este problema aumentó drásticamente, sobre todo después de la Primera Guerra Mundial. Esta contienda había eliminado el desempleo. Pero a principios de los años veinte el mundo occidental experimentó una recesión tras otra, lo que culminó en la Gran Depresión, que desde 1929 zarandeó las economías industrializadas del mundo entero. Tras la Segunda Guerra Mundial, muchos países tuvieron un nuevo auge económico y el desempleo disminuyó ostensiblemente.

«Es permisible decir que el origen del problema actual del desempleo se remonta a mediados de los años sesenta»[cita requerida]
Organización de Cooperación y Desarrollo Económicos

El mercado laboral sufrió otro descalabro como consecuencia de la crisis petrolera de los años setenta, y la ola de informatización con su secuela de despidos. El desempleo se ha propagado incluso entre el personal administrativo, un área de trabajo que en el pasado se consideraba libre de tal riesgo.

## Tipos y definiciones

### Desempleo estructural
El desempleo estructural es la tasa de desempleo compatible con una inflación de salarios constante (tasa de paro no aceleradora de los salarios, NAWRU en su acrónimo en inglés) o con una inflación de precios constante (tasa de desempleo no aceleradora de la inflación, NAIRU en su acrónimo inglés), dadas unas condiciones económicas normales. Es un tipo de desempleo involuntario de carácter a largo plazo que no disminuye ni desaparece mediante medidas de demanda agregada expansiva. El desempleo estructural suele ir asociado a rigideces en los mercados laborales y de bienes, y a la histéresis del desempleo derivado de los ciclos económicos (desempleo cíclico).
El desempleo estructural corresponde técnicamente a un desajuste entre oferta y demanda de mano de obra (trabajadores). Esta clase de desempleo es más perniciosa que el desempleo estacional y el desempleo friccional. Además, no depende del tiempo sino de la capacidad de absorción de fuerza de trabajo que tiene el capital constante, cuya acumulación promueve un aumento de la productividad de la fuerza de trabajo y, de manera contradictoria, promueve un mayor desempleo estructural.
Por otro lado, el factor tecnológico es un elemento a considerar permanentemente en las crisis capitalistas. La fusión de las empresas motrices del sistema (que incurren en monopolio) y el constante progreso tecnológico hace que la mano de obra sea menos requerida en alta tecnología, desplazándose grandes masas hacia trabajos informales o de carácter de trabajo precario. Coinciden dos fenómenos: sobreproducción y desempleo estructural (con subempleo). Las respuestas neoliberales tradicionales, en una economía globalizada, no resuelven el desempleo estructural y se han planteado medidas keynesianas y otras de carácter estructural como la reducción del tiempo de trabajo y la implantación de modelos de redistribución de la renta entre los subempleados y desempleados (renta básica universal, rentas de inserción, salarios sociales o ingreso ciudadano).
Gran parte del desempleo tecnológico, debido a la sustitución de trabajadores por máquinas, podría considerarse como un desempleo estructural. Alternativamente, el desempleo tecnológico podría referirse a la forma en que los aumentos constantes en la productividad  significan que se necesitan menos trabajadores para producir el mismo nivel de producción cada año. Como lo indica la Ley de Okun, el lado de la demanda debe crecer lo suficientemente rápido para absorber no solo la creciente fuerza laboral, sino también los trabajadores despedidos por el aumento de la productividad laboral.

#### Desempleo estacional
El desempleo estacional se puede ver como un tipo de desempleo estructural, ya que es un tipo de desempleo que está vinculado a ciertos tipos de trabajos, como la agricultura o el turismo. Por ejemplo, los empleados de parques de atracciones sufren un desempleo estacional durante el invierno, ya que menos gente las visitan durante ese tiempo. Las medidas oficiales de desempleo más citadas eliminan este tipo de desempleo de las estadísticas utilizando técnicas de «ajuste estacional». Esto se traduce en un desempleo estructural sustancial, permanente.

### Desempleo cíclico

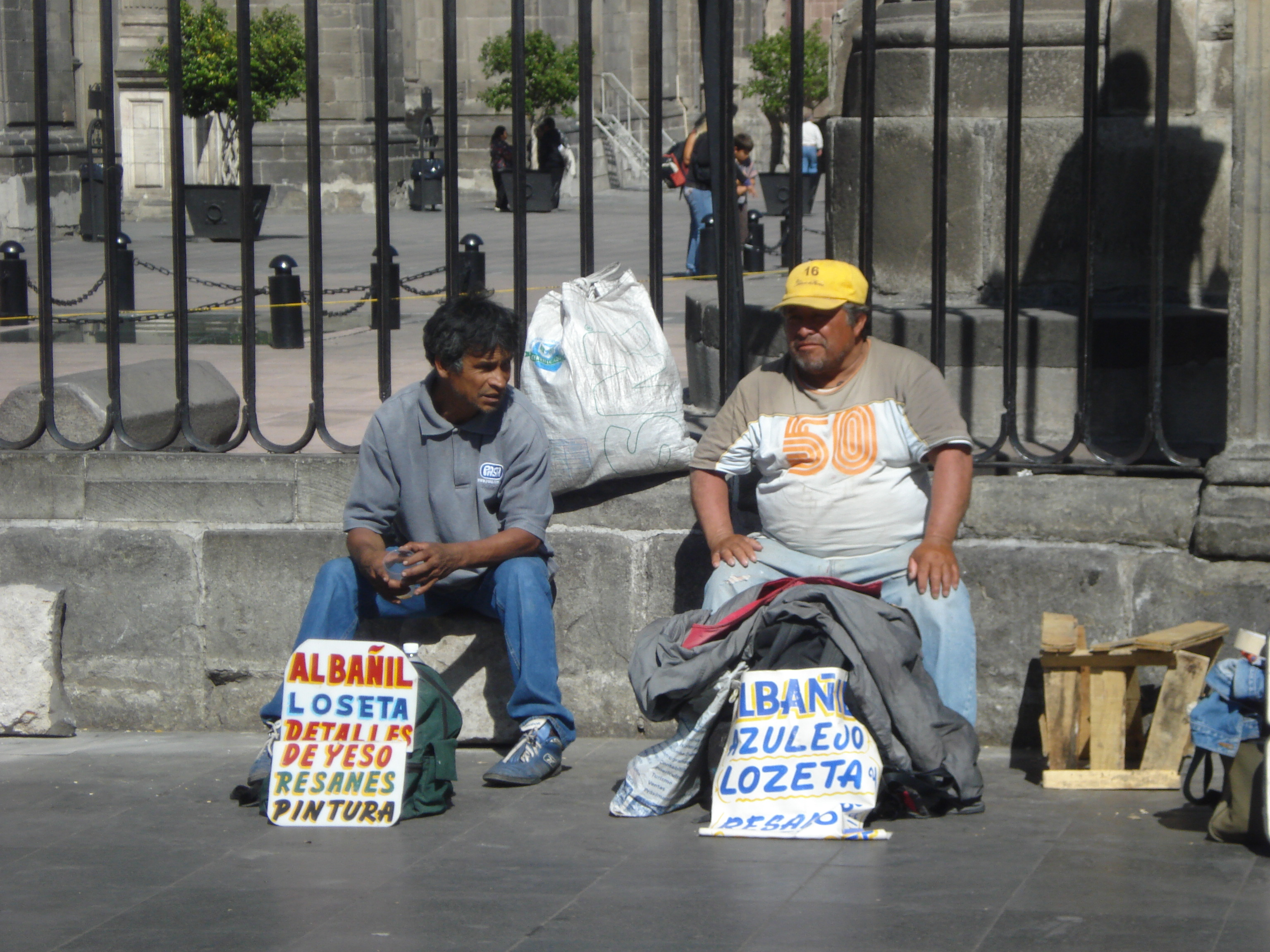
Desempleados en México, 2009

Este tipo de desempleo ocurre cíclicamente —coincidiendo generalmente con los ciclos económicos— y sus consecuencias pueden llevar a países con instituciones débiles a la violencia y finalmente la desobediencia civil. En países desarrollados la situación puede provocar vuelcos desde las políticas de Estado hasta definitivamente la adopción de un sistema económico distinto como consecuencia del debilitamiento institucional. De hecho, un caso de desempleo cíclico fue la causa de una crisis mundial en 1929.
Para economistas como Arthur Cecil Pigou el desempleo prácticamente ocurría sólo por razones del ciclo económico, y durante la crisis de los años treinta sostuvo aquello y se tuvo que enfrentar a un duro opositor a su visión economía neoclásica de parte del economista británico de la Universidad de Cambridge John Maynard Keynes.
De Cecil Pigou se suele decir que «—a diferencia de Marshall— estuvo a favor de muchos de los objetivos de los socialistas, aunque se opuso a otros planteamientos, como, por ejemplo, la existencia de empresas públicas. En cualquier caso, el impacto de sus postulados sólo captó un interés muy limitado en su momento, ya que a medida que transcurría su vida, su fama se fue viendo eclipsada por las nuevas doctrinas de su colega John Maynard Keynes, con quien tuvo más de una polémica».

### Desempleo friccional
El desempleo friccional (por rotación y búsqueda) y el desempleo por desajuste laboral (debido a las discrepancias entre las características de los puestos de trabajo y de los trabajadores) aparecen aun cuando el número de puestos de trabajo coincida con el número de personas dispuestas a trabajar.
El desempleo friccional existe porque tanto los empleos como los trabajadores son heterogéneos, y puede producirse un desajuste entre las características de la oferta y la demanda. Este desajuste puede estar relacionado con las habilidades, el pago, el tiempo de trabajo, la ubicación, las industrias de temporada, la actitud, el gusto y una multitud de otros factores. Los nuevos participantes (como los estudiantes graduados) y los que vuelven a ingresar (como las antiguas amas de casa) también pueden sufrir un período de desempleo friccional.
Tanto los trabajadores como los empleadores invertirán tiempo y esfuerzo para encontrar una mejor opción de contratación o trabajo. De hecho, esto es beneficioso para la economía, ya que resulta en una mejor asignación de recursos. Sin embargo, si la búsqueda lleva demasiado tiempo y los desajustes son demasiado frecuentes, la economía sufre, ya que no se realizará ningún trabajo. Por lo tanto, los gobiernos buscarán formas de reducir el desempleo friccional innecesario a través de múltiples medios, entre ellos, proporcionar educación, asesoramiento, capacitación y asistencia, como guarderías infantiles.

### Desempleo de larga duración
Se considera parado de larga duración a la persona inscrita como demandante de empleo, de forma ininterrumpida, durante un periodo superior a unos seis meses.
El desempleo de larga duración provoca un efecto negativo sobre la capacidad que tiene el mercado de trabajo, en el modelo clásico, para restablecer el pleno empleo de forma automática. En este modelo, el mercado tiende de manera natural hacia el equilibro sin desempleo, porque ante la existencia de paro, los desempleados compiten con los ya empleados por los puestos de trabajo disponibles, presionando a la baja los salarios y restableciendo el equilibrio con una disminución de salario. En el desempleo de larga duración, por el contrario, el mercado se distorsiona ya que este tipo de desempleados no compiten con los empleados, porque las empresas no los consideran "elegibles", en la medida en que entienden que no son capaces de sustituir a los que están desempeñando sus mismas tareas y, por tanto, no presionan a la baja los salarios y no reconducen el mercado de trabajo hacia un nuevo equilibrio.
Esta distorsión del mercado de trabajo hace necesario que el Estado intervenga, prestando una atención especial a este tipo de parados, si bien los esfuerzos en este sentido no siempre se ven coronados por el éxito.

## Formas de medición

### Tasa de desempleo
Las cifras sobre el empleo y el desempleo se encuentran entre los datos económicos más minuciosos y más amplios de un país. 
Se obtienen periódicamente generalmente a través de encuestas a hogares.
Empleando los conceptos de la 13.ª Conferencia Internacional de Estadísticos del Trabajo de la OIT se clasifica a la población residente de una edad específica como:
- Población activa Comprende las personas que están empleadas y las desempleadas.
  - Empleados. Personas que en el periodo de referencia (una semana usualmente) trabajaron una hora por lo menos bajo cualquiera de las siguientes formas:
    1. Empleo asalariado
    2. Empleo independiente (incluye productores de bienes y servicios para consumo propio o del hogar
    3. Ayudantes en el empleo asalariado o independiente de un miembro del hogar
    4. Ausentes de un empleo asalariado o independiente por razones como vacaciones, huelgas, entre otros.

  - Desempleados.  Personas no empleadas que en el periodo de referencia estuvieron en busca de un empleo y corrientemente disponibles para trabajar. Las medidas concretas de búsqueda pueden incluir el registro en oficinas de colocación públicas o privadas, solicitudes directas a los empleadores, diligencias en los lugares de trabajo, explotaciones agrícolas, fábricas, mercados u otros lugares de concurrencia, avisos en los periódicos o respuestas a las ofertas que aparecen en ellos, solicitud de ayuda a amigos y familiares, búsqueda de terrenos, edificios, maquinaria o equipos para establecer su propia empresa, gestiones para conseguir recursos financieros, solicitudes para obtener permisos y licencias, etc.

- Inactivos. Personas no empleadas ni desempleadas en razón de:
  1. Asistencia a institutos de educación
  2. Dedicación a trabajos del hogar
  3. Jubilación o vejez
  4. Otras razones, tales como enfermedad o incapacidad, que puedan especificarse.

La tasa de desempleo es el cociente entre el total de desempleados y la población activa, expresada como porcentaje. Es decir, no es una proporción entre el total de la gente desempleada y el total de la población, sino el de aquella que se denomina «económicamente activa».
Por su parte, la tasa de empleo se calcula como la relación entre la cantidad de personas empleadas respecto a la cantidad de personas en edad de trabajar.

### Desempleo abierto
Son personas que no trabajaron durante la semana de referencia, buscaron activamente un empleo, es decir, realizaron acciones concretas para obtener un empleo, y estaban disponibles para trabajar de inmediato. Esos son los tres requisitos para estar desocupado abierto: no tener trabajo, buscar activamente trabajo y estar disponible y dispuesto a trabajar.
Esta definición recomendada por la OIT en su Decimotercera Conferencia Internacional de Estadísticos de octubre de 1982, fue adoptada por los países de la OCDE, la Organización para la Cooperación y el Desarrollo Económico, como la forma de medición oficial del grupo de países desarrollados. Asimismo, Estados Unidos, Canadá y México, que conforman el Tratado de Libre Comercio de América del Norte (TLCAN) o NAFTA (North American Free Trade Agreement) adoptaron las recomendaciones de la OIT respecto de la medición del desempleo abierto y armonizaron sus definiciones respectivas.

### Desempleo en iniciadores
Son personas que no trabajaron durante la semana de referencia, no buscaron activamente un empleo porque con anterioridad habían conseguido una posibilidad de trabajo y se encuentran esperando noticias del potencial empleador o cliente, y están disponibles para comenzar a trabajar.
Algunos países clasifican a estos trabajadores como desocupados, lo cual es la recomendación de la OIT, aunque carezcan de una de las tres condiciones del desempleo abierto que es buscar activamente empleo durante las últimas cuatro semanas. Otros países, sin embargo, los clasifican como ocupados.
El volumen que representan los iniciadores es comúnmente pequeño y su inclusión o exclusión del desempleo abierto puede afectar a la tasa de desempleo en un 0,3 a 0,4 por ciento.

### Desempleo oculto
El desempleo oculto o encubierto es el desempleo de trabajadores potenciales que no se refleja en las estadísticas oficiales, debido a la forma en que se construyen los datos. En muchos países, sólo los que no tienen trabajo pero buscan trabajo activamente (y/o califican para los beneficios de la seguridad social) se consideran desempleados. Los que han dejado de buscar trabajo (y, a veces, los que están en programas de capacitación del Gobierno) no se cuentan oficialmente entre los desempleados, aunque no estén empleados.
La estadística tampoco cuenta los subempleados, es decir, las personas que trabajan menos horas de las que prefieren o en un trabajo que no hace buen uso de sus capacidades. Además, las personas en edad de trabajar pero que actualmente están en educación a tiempo completo generalmente no se consideran desempleadas en las estadísticas del gobierno. Las sociedades nativas tradicionales que sobreviven mediante la recolección, la caza, el pastoreo y la agricultura en áreas silvestres, pueden o no contabilizarse en las estadísticas de desempleo. Las estadísticas oficiales a menudo subestiman las tasas de desempleo debido al desempleo oculto.

## Efectos del desempleo
La presencia de un elevado desempleo es un problema tanto económico como social. Una economía con alto desempleo no está utilizando todos los recursos, específicamente mano de obra, disponibles para ella. Dado que está operando por debajo de su frontera de posibilidades de producción, podría tener una mayor producción si toda la fuerza laboral estuviera empleada de manera útil. Como problema social es una fuente de sufrimientos, ya que los trabajadores desempleados tienen que vivir con una renta menor o totalmente sin ella. Durante los períodos de elevado desempleo, las dificultades económicas también afectan a sus emociones y a la vida familiar ya que esto trae consecuencias en la economía doméstica.

### Personales
En regiones donde los desempleados no tienen cobertura por desempleo, la salud de estas personas se ve resentida, con mayor incidencia en personas con tratamientos o familiares de éstos, donde deben ser medicados. Por escasez y la elección de destinar los mínimos ahorros bien a la alimentación o medicinas, donde no se dispone del dinero suficiente para ambas cosas, llegan a aparecer problemas de desnutrición o carencias nutricionales por un lado, e igualmente carencias funcionales o agravamientos a causa de la no disposición de medicamentos.
Por la misma, la salud buco-dental de estas personas es grave, ya que en ciertos países la asistencia dental no la cubre el seguro, por lo que la salud dental se ve agravada de cierto modo.
La combinación de desempleo, falta de recursos financieros y responsabilidades sociales puede hacer que los trabajadores desempleados tomen trabajos que no se ajusten a sus habilidades o les permitan usar sus talentos. Además, puede causar depresión, falta de confianza y cantidades de estrés. Este estrés aumenta cuando los desempleados se enfrentan a problemas de salud, pobreza y falta de apoyo relacional. Para los empleados, el desempleo puede causar temor a perder el trabajo y estimular la ansiedad psicológica.
Otro costo personal del desempleo es su impacto en las relaciones. Un estudio de 2008 de Covizzi, que examina la relación entre el desempleo y el divorcio, encontró que la tasa de divorcio es mayor para las parejas cuando una pareja está desempleada. Sin embargo, un estudio más reciente ha encontrado que algunas parejas a menudo se mantienen juntas en matrimonios «infelices» o «no saludables» cuando están desempleadas para cubrir los costos financieros. Un estudio realizado en 2014 por Van der Meer encontró que el estigma que proviene de estar desempleado afecta el bienestar personal, especialmente para los hombres, quienes a menudo sienten que sus identidades masculinas están amenazadas por el desempleo.
El desempleo también puede traer costos personales en relación con el género. Un estudio encontró que las mujeres tienen más probabilidades de experimentar desempleo que los hombres y que tienen menos probabilidades de pasar de puestos temporales a puestos permanentes. Sin embargo, otro estudio sobre género y desempleo encontró que los hombres son más propensos a experimentar mayor estrés, depresión y efectos adversos del desempleo, en gran parte debido a la amenaza percibida de su papel como sostén de la familia. Este estudio encontró que los hombres esperan ser vistos como «menos varoniles» después de una pérdida de trabajo de lo que realmente son, y como resultado se involucran en comportamientos compensadores, como la toma de riesgos financieros y el aumento de la asertividad.
Los costos del desempleo también varían según la edad. Los jóvenes y los ancianos son los dos grupos etarios que actualmente experimentan mayor desempleo.

### Sociales
Las crisis económicas suelen acompañarse de peor salud debido al aumento del paro y de la pobreza. Esto provoca un incremento de las diferencias entre pobres y ricos, aunque no siempre mayor mortalidad. Sin embargo el desempleo suele ser raíz y asociado de un aumento de las muertes por suicidio en todos los países. Un ejemplo de ello es el caso de España, donde desde 2008 los suicidios aumentaron hasta volverse la tercera causa de muerte, tras la mortalidad cardiovascular y el cáncer, superando a los fallecimientos por carretera o accidentes de tráfico entre los 10 y 24 años. Las causas sociales que impulsan ese crecimiento vienen ligadas al malestar social general surgido del sentimiento de rechazo y la ejecución de políticas que dañan ciertos pilares del estado de bienestar como el sistema de previsión social, la educación, la sanidad, la cultura o el medio ambiente.
El alto desempleo puede alentar la xenofobia y el proteccionismo, ya que los trabajadores temen que los extranjeros les estén robando sus empleos. Los esfuerzos para preservar los empleos existentes de los trabajadores nativos, incluyen barreras legales contra «forasteros» que quieren empleos, obstáculos a la inmigración y / o aranceles y barreras comerciales similares contra competidores extranjeros.
El aumento del desempleo tradicionalmente ha sido considerado por el público y los medios de comunicación como un factor asociado a la derrota electoral de los gobiernos. El alto desempleo también puede causar problemas sociales como el crimen. Si las personas tienen menos ingresos disponibles, es probable que los niveles de delincuencia dentro de la economía aumenten.

## Políticas de empleo
La forma en que la política fiscal afecta al empleo es un tema complejo, por lo que es necesario sopesar cuidadosamente los efectos de incentivo y desincentivo que conlleva la intervención del sector público. Por ejemplo, un sistema de prestaciones por desempleo bien diseñado no solo brinda una importante red de protección a la población, sino que, además, permite a los trabajadores dedicar más tiempo a la búsqueda del empleo más productivo. Sin embargo puede al mismo tiempo, prolongar la duración del desempleo, lo que tendría efectos secundarios sobre el potencial de producción de la economía, porque los trabajadores que se encuentran en una situación de desempleo de larga duración experimentan una depreciación de su capital humano.
Las posibles desventajas de las prestaciones sociales se observan con más claridad en sus efectos sobre la oferta de factor trabajo. Con frecuencia se menciona el pago incondicional o ilimitado de prestaciones por desempleo como uno de los principales factores que desincentivan la búsqueda de empleo. Este tipo de prestaciones puede, asimismo, reducir las presiones para reformar un mercado de trabajo ineficiente con altas tasas de paro porque los desempleados disfrutan de esos beneficios. También los sistemas públicos de pensiones tienen efectos significativos sobre la oferta de trabajadores. La escasa penalización de la jubilación anticipada, o incluso su promoción activa, han reducido dicha oferta. Por otra parte, la perspectiva de jubilación anticipada constituye un desincentivo para que los trabajadores mantengan sus conocimientos profesionales y participen en un proceso de aprendizaje continuo. Además, los incentivos a la jubilación anticipada facilitan la eliminación de mano de obra incluso en circunstancias en que el despido es muy difícil. Como resultado, las empresas que necesiten reducir su plantilla la recortarían en los segmentos de mayor edad, dándose el caso de que estos trabajadores pueden ser precisamente los que más experiencia tengan y no los menos productivos.[cita requerida]
Las políticas orientadas al mercado de trabajo, si se diseñan y ponen en práctica adecuadamente, pueden estimular la oferta y la demanda de factor trabajo y, por consiguiente, la tasa de ocupación. Otra de las alternativas es la reducción de beneficios por desempleo. Aunque esto pueda crear incentivos laborales, su manejo como política pública puede resultar más difícil. En un estudio realizado en diferentes países de Europa en 2018, se concluye que hay una probabilidad del 52% de que aquellos que experimenten la reducción encuentren trabajo antes que una persona desempleada con beneficios por mayor número de tiempo. Los programas de formación pueden ayudar a mantener y mejorar los conocimientos profesionales, reduciendo los desajustes entre oferta y demanda y el deterioro del capital humano entre los desempleados de larga duración. Otro desafío que se plantea es la reintegración de los grupos difíciles de emplear, como los trabajadores poco cualificados, los parados de larga duración o los trabajadores de más edad.

### Soluciones del lado de la demanda
Los aumentos en la demanda de mano de obra moverán la economía a lo largo de la curva de demanda, aumentando los salarios y el empleo. La demanda de trabajo en una economía se deriva de la demanda de bienes y servicios. Como tal, si aumenta la demanda de bienes y servicios en la economía, aumentará la demanda de mano de obra, aumentando el empleo y los salarios.
Hay muchas formas de estimular la demanda de bienes y servicios. Una teoría propuesta es aumentar los salarios de la clase trabajadora (aquellos con mayor probabilidad de gastar el aumento de los fondos en bienes y servicios, en lugar de varios tipos de ahorros o compras de productos básicos) lo que en la historia económica siempre ha funcionado y se explica gracias al multiplicador keynesiano y a la Ley de Okun resumida: crecer sobre el 3% anual implica cero crecimiento del empleo y a partir de ese crecimiento se crece medio punto de empleo por cada punto. Se cree que el aumento de los salarios es más efectivo para impulsar la demanda de bienes y servicios que las estrategias de la banca central que ponen la mayor oferta de dinero principalmente en manos de personas e instituciones ricas. Los monetaristas sugieren que el aumento de la oferta monetaria en general aumentará la demanda a corto plazo. A largo plazo, el aumento de la demanda será negado por la inflación. Un aumento en los gastos fiscales es otra estrategia para impulsar la demanda agregada.
Proporcionar ayuda a los desempleados es una estrategia que se utiliza para evitar recortes en el consumo de bienes y servicios que pueden llevar a un círculo vicioso de nuevas pérdidas de empleos y nuevas reducciones en el consumo / demanda. Muchos países ayudan a los desempleados a través de programas de bienestar social . Estos beneficios por desempleo incluyen el seguro de desempleo, la compensación por desempleo, el bienestar y los subsidios para ayudar en el reciclaje. El objetivo principal de estos programas es aliviar las dificultades a corto plazo y, lo que es más importante, dar a los trabajadores más tiempo para buscar un trabajo.
Una solución directa de la demanda al desempleo es el empleo financiado por el gobierno de los pobres sin discapacidad. Esto se implementó notablemente en Gran Bretaña desde el siglo XVII hasta 1948 en la institución de la casa de trabajo , que proporcionó empleos para los desempleados en condiciones difíciles y salarios bajos para disuadir su uso. Una alternativa moderna es una garantía de trabajo , donde el gobierno garantiza el trabajo con un salario digno.
Las medidas temporales pueden incluir programas de obras públicas. El empleo financiado por el gobierno no se defiende ampliamente como una solución al desempleo, excepto en tiempos de crisis; esto se atribuye a la existencia de empleos en el sector público que depende directamente de los ingresos tributarios del empleo en el sector privado.
Según la teoría económica clásica, los mercados alcanzan el equilibrio donde la oferta es igual a la demanda; Todos los que quieran vender al precio de mercado pueden hacerlo. Los que no quieren vender a este precio no lo hacen; En el mercado laboral esto es el paro clásico. La política monetaria y la política fiscal pueden utilizarse para aumentar el crecimiento a corto plazo de la economía, aumentar la demanda de mano de obra y disminuir el desempleo.

### Soluciones del lado de la oferta
Sin embargo, el mercado laboral no es 100% eficiente, aunque puede ser más eficiente que la burocracia. Algunos sostienen que los salarios mínimos y la actividad sindical evitan que los salarios caigan, lo que significa que muchas personas quieren vender su trabajo al precio actual pero no pueden. Esto supone que existe una competencia perfecta en el mercado laboral, específicamente que ninguna entidad individual es lo suficientemente grande como para afectar los niveles salariales y que los empleados tienen capacidades similares.
Los defensores de las políticas del lado de la oferta creen que esas políticas pueden resolver esto haciendo que el mercado laboral sea más flexible. Estos incluyen la eliminación del salario mínimo y la reducción del poder de los sindicatos. Los partidarios de la oferta argumentan que las reformas aumentan el crecimiento a largo plazo al reducir los costos laborales. Esta mayor oferta de bienes y servicios requiere más trabajadores, aumentando el empleo. Se argumenta que las políticas del lado de la oferta, que incluyen recortar los impuestos a las empresas y reducir la regulación, crean puestos de trabajo, reducen el desempleo y disminuyen la participación laboral en el ingreso nacional. Otras políticas de oferta incluyen la educación para hacer que los trabajadores sean más atractivos para los empleadores.

## Jornada laboral y desempleo
La reducción del tiempo de trabajo, reducción de la jornada laboral, reducción de la semana laboral asimilable en ocasiones al reparto de trabajo o redistribución del trabajo, en relación con el trabajo asalariado, se refiere a la disminución de las horas de trabajo en la jornada laboral y la semana laboral y, por extensión, en el cómputo de horas trabajadas mensual, anualmente así como a lo largo de toda la vida laboral. Cuando se reducen los días de trabajo a la semana se habla de reducción de la semana laboral.
La reducción de la jornada de trabajo, entendida como una forma de distribución de la renta, como un elemento de bienestar social y también como reparto de la escasez de trabajo asalariado -como consecuencia del incremento sostenido de la productividad y de altas tasas de desempleo- ha sido uno de los éxitos y demanda tradicional de la izquierda política y el movimiento obrero que se materializó en la jornada de ocho horas y se opone a la flexibilización del mercado de trabajo propuesta tradicional de la derecha política. El debate sobre la reducción de la jornada laboral afecta a gobiernos, empresas y trabajadores en todo el mundo ante los problemas de empleo, productividad, conciliación, salud y ecología.
| País         | Jornada laboral media 2018 | Desempleo |
| ------------ | -------------------------- | --------- |
| Alemania     | 1371 h                     | 3.4%      |
| Países Bajos | 1410 h                     | 3.7%      |
| Dinamarca    | 1457 h                     | 4.8%      |
| Francia      | 1482 h                     | 9.3%      |
| España       | 1676 h                     | 14.3%     |

## Desempleo en el mundo

### Europa

#### Alemania
El subsidio de desempleo en Alemania se conoce como seguro de desempleo y forma parte del sistema de seguridad social alemán. Se estableció por primera vez en 1927. El plan es administrado por la agencia federal de trabajo.
Todos los trabajadores, excepto los internos contribuyan al sistema. Desde 2006, algunos trabajadores antes excluidos pueden optar por el sistema sobre una base voluntaria.
El sistema se financia con las contribuciones de empleados y empleadores. Los empleados pagan el 1,5 % de su salario bruto por debajo del umbral de la seguridad social y los empleadores pagan 1,5 % de contribución en la parte superior del salario pagado al trabajador. El nivel de contribución se redujo de 3,25 % para los empleados y empleadores como parte de las reformas del mercado laboral conocidas como Hartz. Las contribuciones se pagan solamente en las ganancias hasta el techo de la seguridad social (2012: 5600 euros).
El sistema es en gran medida auto financiarse, pero también recibe una subvención del Estado para ejecutar las Jobcenters.
Los trabajadores desempleados tienen derecho a: Carestía de la vida conocida como la prestación por desempleo. Ayuda para encontrar trabajo
Formación
Prestaciones de desempleo se paga a los trabajadores que hayan cotizado al menos durante 12 meses anteriores a la pérdida de un puesto de trabajo. El subsidio se paga a mitad del período en que el trabajador haya contribuido. Los reclamantes reciben el 60 % de su salario neto anterior (con un tope en el techo de la seguridad social), o el 67 % de los demandantes con los niños. El beneficio máximo es por lo tanto, 2964 euros (en 2012) En 2011 la Agencia Federal de Trabajo tuvo ingresos y gastos de 37,5 millones de euros.

#### Dinamarca y Austria
En Dinamarca han optado por mejorar la prestación de desempleo, pública, suprimiendo la indemnización privada por desempleo, la cifra de paro es del 4,1 %. En Austria las empresas constituyen un fondo individual para complementar la prestación.

#### Grecia
En Grecia trabajadores asalariados con más de dos años cotizados tienen derecho a 454 euros (10% más por cada hijo menor de edad).

#### Finlandia
Existen dos sistemas para combatir el desempleo. El nivel mínimo de apoyo es proporcionado por Kela, una agencia del gobierno nacional que paga una prestación de desempleo no sujeta a las condiciones de recursos para el número máximo de días, pero también se puede extender esto a través de los subsidios del mercado de trabajo. También paga un subsidio después de averiguar los recursos económicos del solicitante de apoyo a la renta mínima, a las personas que están al tope de su prestación por desempleo. También los desempleados podrán unirse a los fondos privados, que ofrecen un servicio asegurado para pagar los beneficios relacionados con los ingresos anteriores en el caso de desempleo. Independientemente de si los beneficios son pagados por KELA o de un fondo de desempleo, el desempleado recibe la ayuda del e
, o el trabajo y el Centro de Medios de Vida), una agencia gubernamental que ayuda a las personas a encontrar empleo, y a los empleadores a encontrar trabajadores. Además de hacer coincidir a los empleadores con los empleados potenciales el organismo desempeña un papel de la formación a nivel nacional estratégico de los desempleados para cumplir con la falta de capacidades actuales y las previsiones de la economía.

#### Francia
Francia utiliza un cuasi sistema de Gante, en virtud del cual las prestaciones por desempleo son distribuidas por una agencia independiente (UNEDIC) en la que los sindicatos y las organizaciones de empleadores están representados por igual. UNEDIC es responsable de tres ventajas: SE, ACA y ASR. Los principales son esquema requiere un mínimo de 122 días en la composición de los últimos 24 meses y otros requisitos antes de que las reclamaciones se pueden hacer. Los empleadores pagan una contribución en la parte superior de los ingresos antes de impuestos de sus empleados, que junto con la contribución de los empleados, la financiación del sistema.
La prestación máxima por desempleo es (a partir de marzo de 2009) el 57,4 % de 162 EUR por día (techo de la seguridad social contribuciones en 2011), o 6900 euros al mes. Los reclamantes recibirán 57,4 % de su salario promedio diario de la última 12 meses anteriores el desempleo, con un importe medio de 1111 euros al mes. En el Impuesto sobre Francia y otros impuestos se pagan las prestaciones por desempleo. En 2011, los demandantes recibieron el permiso para un promedio de 291 días.

#### España
El desempleo o paro en España incluye el número de personas desempleadas en España. Según el INE, en España en el cuarto trimestre de 2024, la EPA mostraba una cifra de 2 595 500 personas paradas, con una tasa de paro de un 10,61 %. La tasa de desempleo en España en noviembre de 2022 era la más alta entre los países de la Unión Europea.
Tradicionalmente, incluso en épocas de bonanza económica, el desempleo en España se ha mantenido alto lo que indicaría una situación de desempleo estructural. España tiene un índice de pobreza alto respecto a los países de la Unión Europea y un alto grado de desigualdad social causado por la desigualdad de ingreso (véase en este sentido la lista de países por igualdad de ingreso).
En 2008 con la crisis financiera, la tasa de desempleo creció rápidamente, superando el 20 % en 2010 y llegó a alcanzar el 23,67 % de la población activa en el tercer trimestre de 2014. El 34,6 % de los menores de 25 años se encontraba en desempleo en 2018. A finales de 2021 la variación anual en todos los grupos de edad era a la baja, salvo en el grupo de 55 años y más.

#### Reino Unido
El desempleo en Reino Unido, según la Oficina de Estadísticas Nacionales (Office for National Statistics, ONS) se estima en 2,47 millones personas, o un 7,6% de la población activa al tercer trimestre de 2013. Adicionalmente, 1,46 millones de personas se encuentran "parcialmente en desempleo", es decir, trabajan a media jornada pero son incapaces de encontrar un trabajo a tiempo completo. Esta es la cifra más alta que se registra desde 1992.
Las cifras se compilan trimestralmente a través de la Encuesta de la Fuerza de Trabajo (Labour Force Survey), la cual entrevista a 53.000 hogares. Debido a las consecuencias individuales y sociales que crea el desempleo, el gobierno del Reino Unido administra además un sistema público de centros de trabajo.

### América

#### Estados Unidos
Las tasas de desempleo en Estados Unidos abren el debate sobre las diferentes estrategias para su reducción. El crecimiento tanto del número de puestos de trabajo como del desempleo se ven afectados por la competitividad global, el nivel educativo, la automatización de los procesos y la demografía. Estos factores afectan al número de trabajadores, la duración del tiempo en desempleo y el nivel salarial.
La creación de puestos de trabajo desde el año 2000 ha sido considerablemente menor que durante el período 1970-2000. Desde el nivel de paro más bajo hasta el más alto, se han perdido cerca de nueve millones de puestos desde la crisis de las hipotecas subprime que comienza a afectar en 2008. 
El desempleo generalmente cae durante los períodos de prosperidad económica y aumenta durante las recesiones, creando entonces una presión significativa sobre las finanzas públicas al caer los ingresos por impuestos a la par que aumenta el coste de la red que mitiga la pobreza e intenta evitar la exclusión social (social safety net).
Hay un vivo debate sobre las soluciones para mejorar la creación de puestos de trabajo, con liberales (demócratas) que piden estímulo por parte del gobierno mediante el aumento del gasto y la inversión y conservadores (republicanos) que piden rebajas de impuestos y tasas y menor regulación. Las encuestas indican que los estadounidenses creen que la creación de puestos de trabajo es la prioridad gubernamental y su solución primera es no enviar estos puestos de trabajo a otros países (asiáticos, principalmente)
La mayor parte de la campaña presidencial de 2012 se focalizó en la creación de puestos de trabajo, pero el debate sobre el "abismo fiscal" (fiscal cliff) había aparecido antes. Los críticos argumentan que priorizar la reducción del déficit está fuera de lugar y lo que existe no es una crisis fiscal, sino un nivel de desempleo muy elevado, particularmente de desempleados de larga duración.
Desde la década de 1970, las tasas de desempleo en Estados Unidos han sido persistentemente más altas que las de Europa. Un posible factor detrás de esta diferencia es lo generoso del sistema estadounidense de beneficios por desempleo. Por esto, se estima que un instrumento de política destinado a disminuir el nivel general de desempleo y a promover la búsqueda productiva de trabajos, pudiera acortar la duración del periodo que tienen los desempleados para ser elegibles a obtener este subsidio.

#### México
En México el 26 de mayo de 2009 se reformó el artículo 191 de la Ley del Seguro Social, el cual en su Fracción II establece que los trabajadores que dejaran de estar sujetos a una relación laboral por más de cuarenta y seis días y que cumplan con los requisitos establecidos en la misma fracción, tienen derecho a solicitar una ayuda de desempleo atreves de su Afore (Administradoras de Fondos para el Retiro) consistente en un retiro parcial de los recursos que tengan acumulados en la Subcuenta de Retiro, Cesantía en Edad Avanzada y Vejez.[cita requerida]
La evolución del capitalismo altamente concentrador de riqueza se sirve de la clase política mexicana para llevar el modelo surgido del Consenso de Washington a una etapa superior de neoliberalismo. Las reformas constitucionales aprobadas entre septiembre de 2012 y agosto de 2014 y sus leyes reglamentarias potencian la alianza histórica entre la clase política y el gran capital.
El modelo económico no incentiva el crecimiento de la economía productiva. Eso explica el déficit en la generación de empleos. El fenómeno de la desocupación es consubstancial al patrón de acumulación económica. Si bien, oficialmente la tasa de desocupación en México es menor del cinco por ciento (INEGI, 2014), esa tasa no refleja la realidad del desempleo y subempleo nacional, debido sobre todo al peso que tiene la informalidad laboral.